# Редукція (музика)
Редукція (лат. скорочую) — видозміна звуків, що є наслідком меншої напруженості й тривалості артикуляції. Ненаголошеність безпосередньо пов'язана з редукцією звуків. 

## Є два типи редукції звуків: кількісна і якісна.

### Кількісна редукція
Під кількісною редукцією розуміють зменшення тривалості голосних при збереженні характерного тембру.
Наслідки експериментального дослідження тривалості голосних переконливо доводять, що в усіх позиціях (крім позиції абсолютного кінця слова) ненаголошені голосні в 2–3 рази коротші за наголошені, що є яскравим свідченням наявності в українській мові кількісної редукції голосних.

### Якісна редукція
Виявляється в тому, що ненаголошені голосні втрачають напруженість і утворюються при нейтральному або більш чи менш близькому до нейтрального положення мовних органів, що змінює якісні характеристики голосних.
Звичайно кількісна і якісна редукція виявляються одночасно. Більше того, вважають, що якісна редукція є безпосереднім наслідком кількісної редукції.

## Асиміляція голосних (гармонійна асиміляція)
Випадків суміжної асиміляції голосних в українській літературній мові звичайно не буває, оскільки всередині морфем немає їх збігу. Зате характерна особливість українського ненаголошеного вокалізму — гармонійна асиміляція (інакше — дистантна асиміляція, або вокальна асиміляція, або гармонія голосних). Це особливий вид регресивної асиміляції голосних у суміжних складах, який полягає в тому, що попередній голосний більше або менше уподібнюється до наступного голосного. В результаті вокальної гармонії відбувається чергування алофонів тієї самої фонеми. Зміни відбуваються в артикуляційному аспекті за ознаками підняття, ряду й лабіалізації.
Гармонійної асиміляції зазнають передусім ненаголошені голосні в позиції перед наступним наголошеним. В інших ненаголошених позиціях вона виявляється менш послідовно або не на всьому відрізку голосного, а тільки в кінцевому сегменті перед приголосним.
Повнота вияву гармонійної асиміляції залежить від багатьох факторів: передусім від стилю мовлення, а також місця ненаголошеного голосного у фонетичній структурі слова, впливу діалектного субстрату.
Гармонійна асиміляція займає особливе положення в ряду інших типів змін голосних. З одного боку, вона зближується з комбінаторними змінами, зберігаючи свою своєрідність, яка полягає в такому: комбінаторні зміни відбуваються внаслідок взаємодії суміжних звуків, а гармонійна асиміляція є результатом взаємодії голосних, розділених приголосними. З другого боку, як правило, гармонійна асиміляція якнайтісніше поєднана з ненаголошеним вокалізмом, тобто з позиційними амінами.